# Wilhelm Neumann (Historiker)
Wilhelm Neumann (* 24. Juni 1915 in St. Johann im Pongau; † 19. März 2009 in Villach) war ein österreichischer Historiker mit dem Schwerpunkt Kärntner Landesgeschichte.

## Leben
Wilhelm Neumann war promovierter Historiker. Nach sowjetischer Kriegsgefangenschaft 1947 heimgekehrt, blieb ihm aufgrund seiner früheren Zugehörigkeit zur nationalsozialistischen SA die angestrebte Hochschulkarriere verwehrt. Er arbeitete zunächst als Hauptschullehrer. Von 1955 bis 1980 leitete er ehrenamtlich das Museum der Stadt Villach, begründete das Museumsjahrbuch und widerlegte endgültig den Mythos der angeblichen Schlacht bei Villach. Von 1968 bis 1990 war er Direktor des Kärntner Landesarchivs. Außerdem war er von 1971 bis 1990 Redakteur der regionalhistorischen Zeitschrift Carinthia I. Neumann verfasste rund 280 Aufsätze und zwölf Bücher, darunter auch Aufsatzsammlungen.

## Ehrungen (Auswahl)
- 1985: Großes Goldenes Ehrenzeichen des Landes Kärnten
- 1987: Ehrenmitglied des Geschichtsvereins für Kärnten
- 2005: Großer Kulturpreis des Landes Kärnten für Wissenschaft

## Schriften

### Monografien und Sammelbände
- Michael Gothard Christalnick. Kärntens Beitrag zur Geschichtsschreibung des Humanismus. Klagenfurt 1956 (2. Auflage 1999)
- Abwehrkampf und Volksabstimmung in Kärnten 1918–1920. Legenden und Tatsachen. Klagenfurt 1970 (2. Auflage 1985, 3. Auflage. 1997)
- Bausteine zur Geschichte Kärntens. Klagenfurt 1985 (2. Auflage 1994)
- Neue Bausteine zur Geschichte Kärntens. Klagenfurt 1995.
- Bausteine zur Geschichte Kärntens – Spätlese. Klagenfurt 2005.

### Autobiografisches
- Mein Weg als Landeshistoriker und Archivar. In: Carinthia I. 194. Jg., 2004, S. 47–60.
- Erinnerungen an Krieg und Gefangenschaft 1939–1947. In: Carinthia I. 199. Jg., 2009, S. 607–639.